# Víctor M. Santos
Víctor M. Santos fue un sacerdote y político peruano. 
A fines del siglo XIX fue párroco del pueblo de Yauri donde culminó la construcción del Templo de Santa Ana de Yauri en la actual provincia de Espinar cuya construcción original data de fines del siglo XVII. En homenaje a este esfuerzo, existe una placa en el pilar de la puerta del costado derecho del templo que reza:

Homenaje de eterna gratitud y vivo agradecimiento
El pueblo de Espinar a su digno párroco
Dr. D. Víctor M. Santos, por su inolvidable obra de la construcción 
 del templo de piedra de esta capital con fondos de la iglesia y la 
 contribución gratuita del trabajo de su pueblo, fábrica que se
concluyó y se inauguró el 4 de marzo de 1902.
Honor a tan ilustre párroco y gloria al esfuerzo grandioso

monumento.
Espinar a 22 de febrero de 1959

Fue elegido diputado por la provincia de Canas en 1901 hasta 1906 durante los gobiernos de Eduardo López de Romaña, Manuel Candamo, Serapio Calderón y José Pardo y Barreda en la República Aristocrática. Fue reelecto en 1907 y en 1913.